# Homozeugos katakton
Homozeugos katakton är en gräsart som beskrevs av Clayton. Homozeugos katakton ingår i släktet Homozeugos och familjen gräs. Inga underarter finns listade i Catalogue of Life.